# Do It to It
«Do It to It» — сингл из альбома «Unappreciated» R&B группы Cherish. «Do It to It» был записан при участии рэп/хип-хоп исполнителя Шона Пола из YoungBloodZ (не путать с Шоном Полом, исполнителем регги). На 15 неделе релиза песня достигла пика на 12 строке Billboard Hot 100. Он достиг 15 строки Billboard Hot Digital Songs и 8 места чарта Hot 100 Airplay.

## Видеоклип
Видео начинается с отца девочек, запрещающего им отправиться на вечеринку, в то время как их родители находятся вне города. После того, как он уезжает, девочки устраивают вечеринку дома. На следующий день родители вернулись и увидели весь беспорядок.
Видео было снято в Атланте, штат Джорджия под руководством Бенни Бума, который известен клипами Пи Дидди, Nas, Нелли, Келли Роуленд из Destiny's Child, Кейши Коул, Лил Ким, Pussycat Dolls и многих других.

## Чарты
| Чарт (2006)                               | Лучшая позиция |
| ----------------------------------------- | -------------- |
| США Billboard Hot 100                     | 12             |
| США Pop 100                               | 9              |
| США Hot R&B/Hip-Hop Songs                 | 10             |
| Австралия (ARIA)                          | 67             |
| 100 Лучших Синглов Японии ORICON          | 10             |
| 100 Горячих Синглов Бразилии              | 25             |
| Канадский Чарт BDS Airplay                | 77             |
| Французский Чарт Синглов                  | 48             |
| Германский Чарт Синглов                   | 87             |
| Ирландский Чарт Синглов                   | 34             |
| Новозеландский Чарт Синглов RIANZ         | 3              |
| Швейцарский Топ 100                       | 79             |
| Официальный Чарт Синглов Великобритании   | 30             |
| Официальный Городской Чарт Великобритании | 7              |